# Kollaboratör
En kollaboratör är en person som samarbetar med fienden.  Kollaboratör är bildat av verbet kollaborera som betyder samarbeta.  Benämningen kollaboratör började användas under andra världskriget om personer i tyskockuperade länder som samarbetade med tyskarna. 

## Etymologi
Orden kollaboratör och kollaborera härstammar från latinets collaborare som bildats av com ’med’ och laborare ’arbeta’. Ett äldre svenskt ord kollaborator, som sällan används idag, betyder medhjälpare, kollega, biträdande präst och assisterande lärare. Kollaboratör har en nedsättande innebörd och syftar på en person som samarbetar med fienden. Ordet är en försvenskning av franskans collaborateur som betyder samarbetspartner, kollega och medhjälpare. Collaborateur är alltså egentligen inte är ett värdeladdat ord utan bara beskrivande men det har sedan andra världskriget även fått betydelsen "en person som under den tyska ockupationen av Frankrike samarbetade med Tyskland".

## Ordets franska ursprung
En del menar att collaborateur användes pejorativt redan under Napoleonkrigen (1803-1815), dels om tyskar och fransmän som samarbetade med fienden och dels om smugglare som gjorde affärer med engelsmännen och hjälpte monarkister över engelska kanalen. Det är inte osannolikt att så är fallet men det allmänna bruket av ordet uppstod under andra världskriget om personer i tyskockuperade länder som samarbetade med tyskarna. Det franska ordet collaborateur spreds då med denna negativa innebörd till de flesta europeiska språk. På svenska blev det kollaboratör.
Den negativa innebörden fick collaborateur  i samband med Vichyregimens samarbete med den tyska ockupationsmakten 1940 - 1944. Den 30 oktober 1940, efter förhandlingar med tyskarna, meddelade den franske staschefen Philippe Pétain det franska folket: ”Une collaboration a été envisagée entre nos deux pays. J’en ai accepté le principe.” (Ett samarbete planeras mellan våra länder. Jag accepterade principen.) Samarbete med ockupationsmakten blev nu den franska statens politik.
Franska historiker har senare introducerat ordet collaborationniste som beteckning på enskilda personer som av ideologiska skäl eller för egen vinning samarbetade med tyskarna. Detta till skillnad från collaborateur som historikerna använder om personer som verkade inom den statliga franska samarbetspolitiken. Dessa begrepp används även i engelskan.

## Historiska exempel
- Kollaboration med axelmakterna under Andra världskriget